# سیارک ۱۸۵۶۷
سیارک ۱۸۵۶۷ (به انگلیسی: 18567 Segenthau، نامگذاری:1997SS4) هجده هزار و پانصد و شصت و هفتمین سیارک کشف شده‌است که در ۲۷ سپتامبر ۱۹۹۷ کشف شد.
قدر مطلق سیارک برابر ۱۷٫۸ است.